# Paladio (II)
El Paladio (II) es un estado de oxidación en el que se encuentra el paladio en algunos compuestos. En medios muy ácidos se encuentra como catión libre Pd2+.

## Color
El color rojo oscuro del catión Pd2+ en solución se produce debido a que su configuración electrónica ([Ar]4d8) posee el orbital d incompleto; esto posibilita la hibridación de los orbitales en las que son posibles las transciciones electrónicas d-d, las cuales ocurren por absorción de fotones con longitudes de onda correspondientes mayormente al color verde del espectro visible.

## Comportamiento ácido base
Al aumentar él se produce la especie monohidroxopaladato(II), PdOH+, y a pH 2 precipita el hidróxido de paladio(II), un sólido color pardo rojizo.
Pd2+ + OH-  PdOH+
PdOH+ + OH-  Pd(OH)2 ↓
El hidróxido de paladio no solubiliza en exceso de álcalis.